# Mutacionismo
Mutacionismo é um mecanismo de evolução proposto pelo geneticista pioneiro Hugo de Vries, em 1901, onde considerava que as mutações genéticas fossem, sozinhas, o principal mecanismo dirigindo a evolução das espécies, confrontando com a seleção natural sobre variantes contínuas.  
A genética mendeliana no início de seu desenvolvimento enfatizava variações descontínuas dos seres vivos, em contraste com as variações contínuas, tênues, nas quais a teoria da seleção natural se baseava, e que eram até então sustentadas por hipóteses como a pangênese de Lamarck (uma hipótese de herança de caracteres adquiridos), ou na de herança sangüínea de Francis Galton. 
Essa questão sobre a (des)continuidade das variações deu origem ao debate entre os biométricos e os mendelianos. G. Udny Yule apontou que se a maioria dos caracteres fossem determinados por múltipos fatores mendelianos (genes), então isso possibilitaria a variação contínua de caracteres. Ainda assim, o debate entre as duas correntes continuou por algum tempo.
Na década de 1930, R. A. Fisher descreveu complexos modelos estatísticos pelos quais a evolução mendeliana poderia ocorrer, marcando os primórdios da teoria sintética da evolução, a reconciliação do mecanismo da seleção natural com a genética mendeliana, somados a outros fatores de genética populacional.
As mutações ocorridas com esses seres, eram de dois tipos: as gênicas, onde somente parte do cromossomo é afetado e a cromossômica, em que todo o cromossomo sofre a mutação. 